# Dmitri Alexandrowitsch Klementz

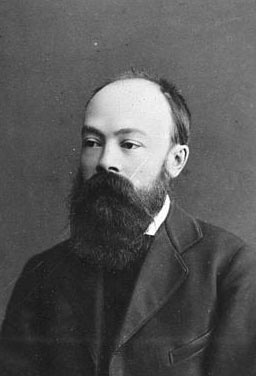
Dmitri Alexandrowitsch Klementz, etwa 1890

Dmitri Alexandrowitsch Klementz (russisch Дми́трий Алекса́ндрович Кле́менц; * 14. Dezember 1847 in Gorjainowo, Gouvernement Samara; † 8. Januar 1914) war ein russischer Zentralasienforscher, Anthropologe, Archäologe und Direktor der Ethnographischen Sektion am Russischen Museum des Zaren Alexander III., dem heutigen Museum für Anthropologie und Ethnographie (Kunstkamera) in St. Petersburg.

## Leben
1898 begab er sich im Auftrag der Kaiserlichen Akademie der Wissenschaften und der Kaiserlich Russischen Geographischen Gesellschaft in St. Petersburg nach Turfan und brachte von dort Handschriften und Fragmente von Wandmalereien mit.
Klementz reiste in Begleitung seine Frau, einer Botanikerin, und führte entlang der nördlichen Route der Seidenstraße archäologische Grabungen durch. Bedeutende Funde machte er auch um Karakhodscha (chin. Gaochang), Astana (Asitana) und Yar-Khoto (Jiaohe 交河), in der Nachbarschaft von Turfan, dazu zählen unter anderem Manuskripte in den Sprachen Altuigurisch, Chinesisch und Sanskrit.
In der Encyclopedia of Religion and Ethics von James Hastings schrieb er den Artikel über die Burjaten.
Er war Mitglied der Kaiserlich Russischen Geographischen Gesellschaft, der Moskauer Anthropologischen Gesellschaft und der Kaiserlichen Archäologischen Gesellschaft.
Die „Erfolge“ der deutschen Turfanexpeditionen unter Albert Grünwedel und Albert von Le Coq hätten ohne seine Vorarbeiten nicht erzielt werden können.

## Schriften
- Turfan und seine Alterthümer. In: Nachrichten über die von der Kaiserlichen Akademie der Wissenschaften zu St. Petersburg im Jahre 1898 ausgerüstete Expedition nach Turfan. Heft 1. Императорская Академия Наук, St. Petersburg 1899, S. 1–53, (Digitalisat).

## Namensvarianten
Dimitri Klementz, Dimitri Aleksandrovich Klementz